# Staw zawiasowy
Staw zawiasowy (łac. ginglymus) – rodzaj stawu, w którym jedna powierzchnia stawowa jest wykształcona w formie bloczka, druga jest jego negatywem (wcięcie). Oś ruchu jest ustawiona poprzecznie do długiej osi kości. W stawie zawiasowym występują zawsze więzadła poboczne (ligamenta collateralia), które ustalają staw i zabezpieczają przed bocznymi przesunięciami. Ruchy w tym stawie to zginanie i prostowanie (np. stawy międzypaliczkowe u człowieka).

## Charakterystyka stawu zawiasowego
Staw zawiasowy jest jednym z najprostszych pod względem mechaniki stawów w organizmie człowieka. Jego budowa pozwala na ruch tylko w jednej płaszczyźnie, co ogranicza możliwości ruchowe, ale jednocześnie zapewnia dużą stabilność. Powierzchnie stawowe są dopasowane w taki sposób, że jedna z nich (bloczek) wpasowuje się w wklęsłą powierzchnię drugiej, co umożliwia ruch przypominający działanie zawiasu w drzwiach.

## Przykłady stawów zawiasowych w organizmie człowieka
Stawy zawiasowe występują w wielu miejscach w ciele człowieka. Do najważniejszych przykładów należą:
1. **Stawy międzypaliczkowe** – znajdujące się między paliczkami palców u rąk i nóg. Umożliwiają zginanie i prostowanie palców.
2. **Staw łokciowy** – łączący kość ramienną z kośćmi przedramienia (łokciową i promieniową). W tym stawie występuje ruch zginania i prostowania przedramienia.
3. **Staw skokowy górny** – łączący kość piszczelową i strzałkową z kością skokową. Umożliwia zginanie grzbietowe i podeszwowe stopy.

## Mechanika ruchu
W stawie zawiasowym ruch odbywa się wokół jednej osi, co oznacza, że możliwe są tylko ruchy zginania (flexio) i prostowania (extensio). Ograniczenie ruchu do jednej płaszczyzny wynika z budowy powierzchni stawowych oraz obecności więzadeł pobocznych, które stabilizują staw i zapobiegają ruchom bocznym.

## Znaczenie kliniczne
Stawy zawiasowe są podatne na urazy, szczególnie w wyniku nadmiernego obciążenia lub nieprawidłowego ruchu. Najczęstsze problemy związane z tymi stawami to:
- **Skręcenia** – uszkodzenie więzadeł stabilizujących staw.
- **Zwichnięcia** – przemieszczenie powierzchni stawowych względem siebie.
- **Zapalenie stawów** – proces zapalny prowadzący do bólu i ograniczenia ruchomości.
Leczenie urazów stawów zawiasowych może obejmować unieruchomienie, fizjoterapię, a w cięższych przypadkach – interwencję chirurgiczną.